# Гоман, Алексей Владимирович
Алексе́й Влади́мирович Го́ман (род. 12 сентября 1983, Мурманск, СССР) — российский певец, автор песен и актёр. Победитель музыкального реалити-шоу «Народный артист» на телеканале «Россия» (2003). Финалист 6 сезона телешоу «Маска» в образе Сокола на телеканале «НТВ» (2025).

## Биография

### Ранние годы
Родился в белорусской семье, но основная работа родителей не была связана с музыкой. Отец работал слесарем-электриком, мать — в одной из воинских частей Мурманска.
В 1999 году отец умер от тяжёлого лёгочного заболевания (астмы), когда сын ещё не достиг 16-летнего возраста, а в 2002 году от инфекционного заболевания лёгких умерла мать. Алексей со старшим братом Евгением остались сиротами.
Музыкальные способности проявились ещё в детстве, когда его учили играть на гитаре брат и мама. Немного позже пришёл во дворец культуры, где Геннадий Метелев предложил вступить ему в трио. В этом трио, где он выступал с мальчиком и девочкой, пришёл первый успех. Группа занимала призовые места на разнообразных музыкальных конкурсах, состав также приглашали петь по вечерам в популярные рестораны города.
После окончания 9 классов поступил в училище на специальность «слесарь-электрик по ремонту электрооборудования городского транспорта (троллейбусов)». Будучи уже известным в родном городе, юный певец трудился в троллейбусном депо № 2. После этого Гоман поступил в Мурманский государственный педагогический университет по направлению «социально-культурная деятельность».

### Карьера
В институте принял участие в постановке NotreDame de Paris, в котором он исполнил роль поэта Гренгуара. Его авторами стали Нина Курганова, глава консульства Франции в Санкт-Петербурге, и Евгений Гоман, который к тому моменту был известным постановщиком спектаклей и ведущим радио-шоу на «Европа+» в Мурманске.
Вскоре куратор институтской группы предложил ему поменять Мурманск на факультет культурологии Санкт-Петербургского университета культуры и искусств. Здесь Алексей окончил учёбу (режиссёрский факультет), успевая гастролировать по стране и записывать альбомы.
В 2003 году про отборочный тур в проект «Народный артист» певец узнал на отдыхе в Сочи и отправился в Москву, где с песней «Русский парень» одержал победу.
В 2006 году выступил на песенном фестивале «Славянский базар» и занял третье место.
В этом же году певец принял участие в проекте «Танцы со звёздами». Он выступал в паре с девятнадцатилетней чемпионкой мира по латиноамериканским танцам Людмилой Чегринец. Он и Людмила дошли до полуфинала и добились третьего места.
В 2014 году принял участие в шоу «Ледниковый период» на Первом канале в паре с Яной Хохловой, но до финала не дошёл.
Окончил театральную школу Германа Сидакова. Уже несколько лет играет в разных спектаклях.
Сейчас певец работает с музыкальным коллективом, с которым начал сотрудничать ещё в 2009 году. При этом не забывает исполнять песни преимущественно собственного сочинения. В 2010 году его наградили орденами «Молодое дарование России — Чароитовая звезда» и «Служение искусству» I степени («Золотая звезда»). На данный момент в дискографии певца числится три альбома: «Русский парень», «Луч солнца золотого» и «Май». Работает над 4-м сольным альбомом.
Ведёт программу о путешествиях на телеканале «Моя планета».
В ноябре 2023 года стал участником четвёртого сезона шоу «Суперстар! Возвращение» на НТВ.
В декабре 2023 года получил специальный приз «Приз зрительских симпатий» четвёртого сезона шоу «Суперстар! Возвращение».
В 2025 году принял участие в 6 сезоне шоу «Маска» на НТВ в образе Сокола и занял 3-е место.

### Личная жизнь
На проекте «Народный артист» познакомился с Марией Зайцевой, участницей группы «Ассорти», солисткой дуэта «#2Маши». Зарегистрировали брак в 2009 году, хотя до этого встречались 6 лет. В 2012 году у супругов родилась дочь Александрина.
В 2013 году пара рассталась, но официально развод не оформила. Они сохраняют дружеские отношения. Алексей активно занимается воспитанием дочери, а также записывает новые песни совместно с Марией Зайцевой.

## Награды
- Медаль Министерства обороны РФ «Участнику военной операции в Сирии» (Приказ Министра обороны РФ от 3 марта 2017 года № 123).
- Медаль ордена «За заслуги перед Отечеством» I степени (18 мая 2017 года) — за заслуги в развитии культуры, большой вклад в подготовку и проведение важных творческих и гуманитарных мероприятий[1].
- Медаль ордена «За заслуги перед Отечеством» II степени (14 августа 2014 года) — за большие заслуги в развитии отечественной культуры и искусства, телерадиовещания, печати, связи и многолетнюю плодотворную деятельность[2].
- Благодарность Президента Российской Федерации (4 апреля 2014 года) — за многолетнюю добросовестную работу и активную общественную деятельность.
- Благодарность Министра культуры РФ (21 марта 2014 года).
- Орден «Служение искусству» I степени («Золотая звезда») (25 марта 2011 года) — за вклад в сохранение и развитие духовных и эстетических традиций России.
- Орден «Молодое дарование России — Чароитовая звезда» (2010 год).

## Дискография
1. 2004 — Русский парень
1. Дом родной
2. Не лги
3. Верится — сбудется
4. Дождь (дуэт с М. Зайцевой)
5. Не плачь
6. Жестокая девчонка
7. Я ищу тебя
8. Луна и текила
9. Я буду солнечным днём
10. Русский парень

2. 2006 — Луч солнца золотого
1. Облака (дуэт с Л. Николаевой)
2. Верится-сбудется
3. Россиянка
4. Я ищу тебя
5. Дождь (дуэт с М. Зайцевой)
6. Я буду солнечным днём
7. Не лги
8. Не плачь
9. Луч солнца золотого
10. Слаще шоколада (дуэт с Ж. Фриске)
11. Обижают
12. Звёздочка моя ясная
13. Луна и текила
14. Русский парень
15. Русский парень + Облака (видеоклипы)

3. 2008 — Май
1. Май
2. Завелась
3. Потерял тебя
4. Веки синим
5. Билет на Луну
6. Украду (дуэт с М. Зайцевой)
7. Билет в одну сторону
8. За того парня
9. Любовь, подаренная небом
10. Это могло быть любовью
11. Светлое облако
12. Шанс
13. Май (видеоклип)

### Проект GOMAN
2023:
- Не хватает половинки (сингл)
- Сорвалась (сингл)
- Мятное лето (сингл)
- 4 песни (мини-альбом)
- Ночка (сингл)
- Потанцуй, пожалуйста (сингл)
- Лёжа в постели (сингл)
- Начинаем (сингл)

### Группа «Маленький оркестр»
2023 - Ещё не раз вы вспомните меня
1. Поздно
2. Ваши руки пахнут апельсином
3. Лето подходит к концу
4. Ещё не раз вы вспомните меня

2025 - Девочка-ветер
1. Моя маленькая
2. Прогулка
3. Лето
4. Поцелуй
5. Девочка-ветер
6. Всё начинается с любви
7. Имя твоё

## Фильмография
- 2007 — 2008 — «Любовь — не шоу-бизнес»
- 2010 — Джокер (сериал) — Стас
- 2020 — «Неадекватные люди — 2» — Денис
- 2022 — Анна и тайна теней — «Евгений»
- 2023 — «Соцсети» — Роман Орлов
- 2023 — «Дыхание» — анестезиолог
- 2024 — «Одноклассники. Бывших не бывает» — Владимир Дудников
- 2024 — «Балабол-8. Незабудка»(15-16 серии) –брачный аферист по прозвищу «Гимнаст»